# Schweiburg
Die Schweiburg ist ein rund 7,5 km langer Nebenarm der Weser im niedersächsischen Landkreis Wesermarsch. Der Nebenarm umschließt zusammen mit dem Fluss die Insel Strohauser Plate beim Ort Rodenkirchen. Bis zur Weserkorrektion durch Ludwig Franzius war die Schweiburg das Hauptfahrwasser der Weser. Über die Schweiburg, die bei Niedrigwasser bis auf ein kleines Rinnsal fast trockenfällt, sind die Segelhäfen Absersiel und Strohausersiel zu erreichen.
Nach dem Niedrigwasser läuft die Flut in der sich nach Süden hin stark verengenden Schweiburg in Form einer bis zu 50 cm hohen Gezeitenwelle ein.
Die Schweiburg wird in einigen Kartendarstellungen – insbesondere in digitalen Kartenmaterialien – fälschlich als Schmetburg bezeichnet.